# New York für Anfänger
New York für Anfänger (Originaltitel: How to Lose Friends & Alienate People) ist eine britische Filmkomödie aus dem Jahr 2008. Regie führte Robert B. Weide, das Drehbuch schrieb Peter Straughan anhand der Erinnerungen von Toby Young, basierend auf dessen Buch „How To Lose Friends And Alienate People“.

## Handlung
Sidney Young ist Journalist und Herausgeber eines kleinen Promi-Magazins in England, das es sich zur Aufgabe gemacht hat, aufreißerische Pressemitteilungen über Prominente zu veröffentlichen. Da erreicht ihn ein Anruf von Clayton Harding, dem Herausgeber des „Sharps Magazine“. Dieser bietet ihm einen Job in New York City an, den Sidney annimmt. Clayton warnt Sidney an seinem ersten Arbeitstag, dass er besser zu jedem nett sein solle, wenn er Erfolg haben möchte, und von nun an den Stars ausschließlich wohlgesinnte Kritiken verfasse. Doch mit seiner unbekümmert kritischen Art verscherzt er es sich in kürzester Zeit mit den meisten Prominenten. Sein Vorschlag, einen Verriss über einen aktuellen und angesagten Regisseur zu schreiben, wird von Clayton abgelehnt. Gleichzeitig verliebt sich Sidney in seine hübsche Kollegin Alison Olsen, die aber bereits mit Sidneys direktem Vorgesetzten, Lawrence Maddox, liiert ist. Nachdem jedoch Lawrence gekündigt wurde, wird dessen Stelle frei, und Sidney erhält von Clayton die Chance, sich ein letztes Mal zu beweisen. Diesmal beugt er sich den Vorgaben seines Chefs und macht sich zur Marionette der Managerin von Sophie Maes, einer attraktiven Filmdarstellerin. Er bewährt sich und gewinnt sogar die Aufmerksamkeit von Sophie. Bei einer Veranstaltung trifft er auf seinen ehemaligen Chef Lawrence, der zwischenzeitlich nicht so viel Erfolg wie Sidney hatte. Lawrence erzählt ihm, dass Alison ihn verlassen habe. Sidney gelingt es, bei dieser Veranstaltung ein letztes Mal einen unkonventionellen Auftritt hinzulegen, bevor er Alison nachreist, um sie für sich zu gewinnen.

## Hintergrund
Der Film wurde in London und in New York City gedreht. Drehbeginn war der 4. Juni 2007. Seine Weltpremiere fand am 15. Mai 2008 bei den Internationalen Filmfestspielen von Cannes statt. Die breite Veröffentlichung in den US-amerikanischen und britischen Kinos startete am 3. Oktober 2008. Der deutsche und Schweizer Kinostart war am 27. November 2008. In den Kinos Österreichs lief der Film am 13. März 2009 an. Die erste Ausstrahlung im Free-TV des deutschen Fernsehens erfolgte am 24. Januar 2011 durch Sat.1.
Das Filmprojekt wurde unter anderen vom U.K. Film Council finanziert. Seine Produktionskosten betrugen schätzungsweise 27 bis 28 Millionen US-Dollar. In den USA wurden knapp 2,8 Millionen US-Dollar eingespielt, davon über 1,4 Millionen US-Dollar am Eröffnungswochenende. In den britischen Kinos beliefen sich die Einnahmen auf über 4 Millionen Pfund, wobei gut 1,15 Millionen Pfund auf das Eröffnungswochenende entfielen. Weltweit wurden Einnahmen in Höhe von knapp 17,3 Millionen US-Dollar erzielt.
Die Handlung wurde durch die Erinnerungen von Toby Young, eines bekannten britischen Journalisten und Sohn des Soziologen und Politikers Michael Young, an seine Tätigkeiten beim Vanity Fair-Magazin inspiriert. Die in der Verfilmung gezeigte Beziehung zwischen Sidney und Alison entstammt jedoch nicht der Buchvorlage. Die Rolle des Clayton Harding lehnt sich eng an Graydon Carter, den Chef der Redaktion des Vanity-Fair-Magazins, an. Der Protagonist des Films erhielt als Hommage an Toby Young dessen Nachnamen. Toby Young wurde während der Dreharbeiten des Filmsets verwiesen, da er sowohl Schauspieler störte als auch den Regisseur Robert B. Weide bei seiner Arbeit unterbrach.
Simon Pegg wollte ursprünglich die Rolle des Sidney Young bereits 2004 in einem Bühnenwerk spielen. Dieses Vorhaben kollidierte jedoch mit den Dreharbeiten an „Shaun of the Dead“.
Der Film „New York für Anfänger“ wurde unter anderem mit einem Trailer zu einer fiktiven, erotischen Filmbiografie Mutter Teresas beworben, in dem die Schauspielerin Megan Fox in der Rolle der jungen, leidenschaftlichen Protagonistin zu sehen ist. Im Film „New York für Anfänger“ ist neben Megan Fox auch ihr damaliger Verlobter Brian Austin Green zu sehen. Die britische Schauspielerin Janette Scott war nach dem 1967 erschienenen Film „Bikini Paradise“ nach einer Drehpause von 41 Jahren in „New York für Anfänger“ erstmals wieder auf der Leinwand zu sehen. Der Produzent Stephen Woolley ist mit einem Cameo-Auftritt in der Szene am Flughafen zu sehen, wo er in der Warteschlange hinter Simon Pegg steht.
Der Büchereiausweis, den Sidney Young im Film zückt, ist auf die Bücherei der Stadt Gloucester ausgestellt und damit eine Hommage an den Geburtsort von Simon Pegg. Weiterhin enthält der Film diverse Anspielungen auf den Film „The Big Lebowski“ von Ethan und Joel Coen. Sidney spricht seine Vermieterin Kowalski versehentlich mit dem Namen „Lebowski“ an. Zudem trinkt Lawrence Maddox White Russians, das Lieblingsgetränk des „The Dude“ genannten Hauptdarstellers des Films „The Big Lebowski“. Darüber hinaus nennt Simon Pegg seinen Chef Clayton Harding in einer Szene „Dude“, woraufhin dieser antwortet, er sei nicht der „Dude“. Schließlich stammt Alison Olsen aus Port Huron im US-Bundesstaat Michigan. In „The Big Lebowski“ wird der „Dude“ als Co-Autor der radikalen Port-Huron-Erklärung genannt. Auch auf Simon Peggs Film „Run, Fatboy, Run“ wird Bezug genommen, denn zu Beginn des Films „New York für Anfänger“ versucht Sidney die Aufmerksamkeit von Thandie Newton zu erregen, die in „Run, Fatboy, Run“ die Liebe seines Lebens war. Im Verlauf des Films versucht Sidney mehrmals, sich Zugang zu Veranstaltungen zu verschaffen, indem er sich unter falschem Namen auf die Gästeliste setzen lässt. Einer dieser Namen lautet Oscar Wright, der der jüngere Bruder des britischen Regisseurs, Autors und Produzenten Edgar Wright ist.

## Kritik
Christina Krisch schreibt am 12. März 2009 in der Kronen-Zeitung, dass die Art, wie Simon Pegg die eitle Promi-Szene Manhattans aufmische, durchaus satirisch-clowneske Momente habe. Der schräge Parcours an Taktlosigkeiten würde Sympathien gewinnen vor allem durch den erfrischenden Charme von Kirsten Dunst, die in dem rüpelhaften Anarcho-Schreiberling zart, aber bestimmt die romantische Ader erwecke.
Die Redaktion von Cinema urteilt: „Angelehnt an die wahre Geschichte eines britischen Journalisten, spielt die Celebrity-Satire mit allen Klischees, die das Thema hergibt. Das mag nicht unbedingt neu sein, Spaß macht es aber allemal. Wunderbar absurd und auf unterhaltsame Weise moralisch.“
Nach Urteil des Lexikon des internationalen Films handelt es sich bei dem Film um eine „turbulente Komödie mit amüsanten satirischen Seitenhieben auf die Celebrity-Welt und den Hochglanz-Dschungel. Der hinterhältige Witz des Films versandet jedoch allzu oft im wenig subtilen Hang zum Klamauk sowie in Pointen auch unterhalb der Gürtellinie.“